# Le Coffre-fort (film, 1916)
Pour les articles homonymes, voir Le Coffre-fort.
Pour plus de détails, voir Fiche technique et Distribution.
Le Coffre-fort est un film muet français réalisé par Georges Denola, sorti en 1916.
Il s'agit de l'adaptation du roman Le Coffre-fort de J.-H. Rosny aîné, publié par les Éditions Rouff en 1914.

## Fiche technique
- Titre : Le Coffre-fort
- Réalisation : Georges Denola
- Scénario : Georges Denola d'après le roman de J.-H. Rosny aîné
- Photographie :
- Montage :
- Société de production : Société cinématographique des auteurs et gens de lettres (S.C.A.G.L.)
- Société de distribution : Pathé frères
- Pays de production :  France
- Langue : français
- Métrage : 1 020 mètres
- Format : Noir et blanc — 35 mm — 1,33:1 — Muet
- Genre : Film dramatique
- Durée : 34 minutes
- Date de sortie : 
  - France : 22 décembre 1916

## Distribution
- Maud Richard : Rose Vérane
- Henri Bosc : Jacques
- Émile Mylo : Alexandre Vérane
- Henri Collen : Mérangue